# Raión de Dobropilia
Raión de Dobropilia (en ucraniano: Добропільський район) es un antiguo raión o distrito de Ucrania en el óblast de Donetsk. La capital fue la ciudad de Dobropilia.
Comprende una superficie de 950 km².

## Demografía
Según estimación 2010 contaba con una población total de 20900 habitantes.

## Otros datos
El código KOATUU es 1422000000. El código postal 85000 y el prefijo telefónico +380 6277.